# حبيب قهوجي
حبيب قهوجي (1932-2023) ولد في فسوطة القرية الفلسطينية المحاذية للحدود مع جنوب لبنان عام 1932 لعائلة مثقفة والده الأستاذ نوفل قهوجي وهو من أوائل المعلمين في الجليل، تتلمذ ابنه الأكبر حبيب في مدرسة القرية الأسقفية وانتقل بعدها إلى البصة ولبنان لإكمال دراسته، واضطر للعودة للبلاد نتيجة نكبة 1948 وبدأ يعمل في حقل التربية والتعليم داخل بلدته فسوطة وفي مدرسة تيراسنطا الناصرة وفي الكلية العربية الأورثوذوكسية في حيفا وقد لاحقته السلطات الإسرائيلية بسبب تربيته التلاميذ على حب الوطن ومعرفته وروايته. وعُرف عنه انه كان شخصية وطنية ملتزمة بهموم الوطن عبر عن ذلك في القصائد التي نظمها، ومساهمته في تأسيس حركة الأرض. عاش حبيب في المنفى متنقلا بين سورية ولبنان، وقضى فترة طويلة في سورية والتحق كعضو مستقل في اللجنة التنفيذية لمنظمة التحرير الفلسطينية (1977 ـ 1981) وساهم في نشر منشورات مؤسسة الأرض للدراسات الفلسطينية ومقرها الرئيسي في دمشق.

## دوره النضالي
عمل قهوجي على ترجمة دراسات عن الصهيونية وإسرائيل من العبرية للعربية ووضع دراسات كثيرة منها عام 1972 الدراسة المرجعية عن تلك الفترة «العرب في ظل الاحتلال الإسرائيلي منذ عام 1948». ويعرف حبيب قهوجي بكونه أحد أبرز قادة الحركة للوطنية في الداخل ومؤسس حركة الأرض ومنظريها، عمل في العمل الوطني المتنوع طيلة فترة طويلة قبل أن يضطر لمغادرة البلاد هو وزوجته المناضلة الراحلة السيدة نايفة عاقلة وعمل مع الدولة السورية وكان قد رافق الرئيس السوري الراحل حافظ الأسد في واحدة من زياراته إلى موسكو قبل أن يختلف مع النظام السوري ويتم استبعاده كما يؤكد المحامي محمد ميعاري زميله في العمل الوطني ورفيقه في حركة «الأرض».
لقب حبيب قهوجي نفسه «أبو كامل» كاسم حركّي. جاء سجنه في سنوات الستين في سجن الدامون الواقع على جبل الكرمل بعد إدانته بـ «مخالفات امنية» وجرى تحريره عام 1968 بشرط ان يترك البلاد، فغادر الى أوروبا ومنها الى لبنان ثم قبرص وهناك انضم لحركة فتح وعين في منصب كبير في منظمة التحرير الفلسطينية (عضو لجنة تنفيذية) وعمل سرا مع المخابرات السورية.
كما وواجه قهوجي بكلمته وعقلة وفعله المؤسسة الصهيونية وقت كانت في أشد قوتها، فتم اعتقاله عدة مرات ويسرد الكتاب الإسرائيلي دوره المناضل في إقامة الجبهة الحمراء (الشبكة) العربية اليهودية التي كان من بين قادتها المناضل داوود تركي والمناضل اودي أديب وضمت العشرات من اليهود والعرب والتي هز الكشف عنها في السبعينيات إسرائيل، ليس بسبب أعداد المنضوين تحتها فقط بل لأنها كانت شبكة عربية يهودية ربطتها علاقات بمنظمة التحرير الفلسطينية وبالمخابرات السورية والمصرية.